# Seznam predsednikov vlade Albanije
Seznam predsednikov vlade Albanije.
- Ismail Qemali (1912-1913)
- Myfit Libohova (1913-1914)
- Turhan Pasha Përmeti (1914)
- Esat Pashë Toptani (1914)
- Abdullah Rushdi (1914-1918)
- Turhan Pasha Përmeti (1918-1920)
- Sulejman Bej Delvina (1920)
- Ilias Bej Vrioni (1920-1921)
- Pandeli Evangjeli (1921)
- Hasan Bej Prishtina (1921)
- Omer Pasha Vrioni (1921-1922)
- Xhafer Ypi (1922)
- Ahmed Zogu (1922-1924)
- Shefqet Bej Verlaci (1924)
- Ilias Bej Vrioni (drugič) (1924)
- Fan S. Noli (1924)
- Ilias Bej Vrioni (tretjič) (1924-1925)
- Ahmet Zogu (drugič) (1925)
- Kosta Kota (1928-1930)
- Pandeli Evangjeli (drugič) (1930-1935)
- Mehdi Bej Frashëri (1935-1936)
- Kosta Kota (drugič) (1936-1939)
- Shefqet Bej Verlaci (drugič) (1939-1941)
- Mustafa Merlika Kruja (1941-1943)
- Eqerem Bej Libohova (1943)
- Maliq Bushati (1943)
- Eqerem Bej Libohova (drugič) 1943
- Ibrahim Bej Biçaku 1943
- Mehdi Bej Frashëri (drugič) (1943)
- Rexhep Mitrovica (1943-1944)
- Fiqeri Dino (1944)
- Enver Hoxha (1944-1954)
- Mehmet Shehu (1954-1981)
- Adil Çarçani (1982-1991)
- Fatos Nano (1991)
- Ylli Bufi (1991)
- Vilson Ahmeti (1991-1992)
- Aleksander Meksi (1992-1997)
- Bashkim Fino (1997)
- Fatos Nano (drugič) (1997-1998)
- Pandeli Majko (1998-1999)
- Ilir Meta (1999-2002)
- Pandeli Majko (drugič) (2002)
- Fatos Nano (tretjič) (2002-2005)
- Sali Berisha (2005-2013)
- Edi Rama 2013-danes